# Luisa Tetrazzini
Luisa Tetrazzini (Florencia, Italia, 29 de junio de 1871 - 28 de abril de 1940) fue considerada una de las más brillantes sopranos italianas de su época. 

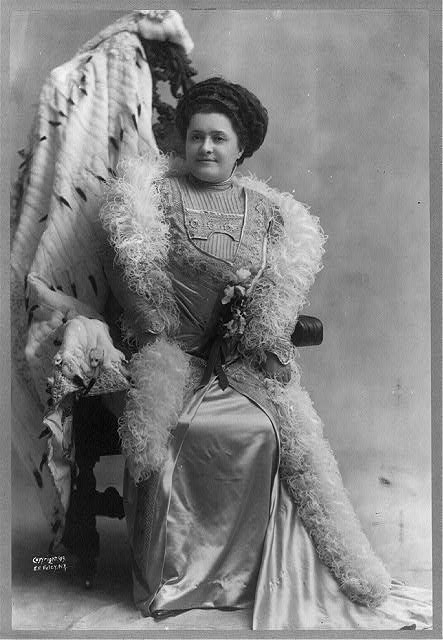

## Trayectoria
Debutó a los 19 años como Inès en L'Africaine de Meyerbeer en el Pagliano de Florencia. 
Entre 1891 y 1906 cantó en Italia, España, Sudamérica, México y Europa oriental hasta su debut en el Covent Garden en 1908 con La Traviata donde retornó en 1912. 
En el Metropolitan Opera cantó entre 1911-1912 como Lucía, Gilda y Violetta.
Sus problemas legales y de contratos fueron legendarios así como su rivalidad con la diva australiana Nellie Melba. Gozó de excelentes relaciones con sus colegas Enrico Caruso, Adelina Patti y Frieda Hempel.
Tuvo tres maridos que dilapidaron su fortuna, muriendo en la más absoluta miseria en un asilo de ancianos.
Se le atribuye la invención (o dedicación) de platos como la "Pasta Tetrazzini" y el "Pollo Tetrazzini".
Escribió con Enrico Caruso El arte de cantar.
Biografía: El ruiseñor florentino de Charles Nelson Gattey